# Молдовка (Кировоградская область)
Молдо́вка (укр. Молдовка) — село в Голованевской поселковой общине Голованевского района Кировоградской области Украины.
Население по переписи 2001 года составляло 682 человека. Почтовый индекс — 26543. Телефонный код — 5252. Занимает площадь 2,639 км². Код КОАТУУ — 3521485601.

## Персоналии
- Голубович Всеволод Александрович — председатель Рады народных министров Украинской Народной Республики (30 января — 29 апреля 1918).